# Toxic.fm
toxic.fm ist ein nichtkommerzieller Radiosender in St. Gallen und das Schweizer Ausbildungsradio, das durch die RSS AG und der ihr angeschlossenen Medienschule hergestellt wird. Eigentümer ist die RSS AG, welche zu 52 % der Universität St. Gallen (HSG) und deren Studentenschaft und zu 48 % zu CH Media gehört.

## Geschichte
Eine Gruppe von Studierenden der Universität St. Gallen realisierte im Mai 2000 in einer ersten Pilotsendephase, damals noch unter dem Label «Radio HerzSchlaG» ein Programm bestehend aus täglich 17 Stunden moderiertem Programm, stündlichen Nachrichten, Beiträge über Events und Themen rund um die Universität. Am 19. Januar 2001 wurde als Trägerschaft die Stiftung Radio Herzschlag gegründet, welche toxic.fm bis 2010 verantwortete.
Am 24. Januar 2001 stellte das Gründungsteam ein Konzessionsgesuch an das Bundesamt für Kommunikation (BAKOM) für eine alternative UKW-Frequenz in St. Gallen. Parallel dazu lief von Januar bis April 2001 eine zweite, erweiterte Pilotphase.
Gesendet wurde damals aus einer Wohnung direkt gegenüber dem Universitäts-Hauptgebäude. Da die beantragte Konzession nicht bis Ende der Pilotphase erteilt werden konnte, musste der geplante Sendestart vom 1. Mai 2001 verschoben werden.
Am 3. Dezember 2001 wurde die Konzession für ein «publizistisch-kulturelles Kontrastprogramm» erteilt und im neu bezogenen Studiostandort an der Engelaustrasse konnte toxic.fm mit der UKW-Frequenz 107,1 MHz in St. Gallen und Umgebung auf Sendung gehen.

## Zielpublikum und Programm
toxic.fm war bis 2022 ein Rockradio. Gespielt wurden Rocksongs aus den letzten 20 Jahren (Modern Rock). In April 2022 wurde das Programm in ein Dance CHR Format geändert. Das Abendprogramm widmet sich spezifischen Musikstilen (Dance, Hip-Hop, Elektro, DJ usw.).
Der Schweizer DJ und Musikproduzent Gil Glaze ist regelmässig mit einem monatlichen Livemix im Programm von toxic.fm vertreten. Auch die aus St. Gallen stammende DJ Tanja La Croix gestaltet einen festen Bestandteil des Abendprogramms des Senders: Sie präsentiert ebenfalls einmal pro Monat einen Mix, der im Rahmen der DJ-Sendungen ausgestrahlt wird. Zielgruppe sind die 15- bis 35-Jährigen.

## Organisation
toxic.fm wurde zu Beginn von einer unabhängigen Stiftung getragen. Im Jahre 2010 wurde toxic.fm an die RSS AG, Radioschule Schweiz übergeben. Wie die Stiftung vorher ist auch die RSS AG nicht-gewinnorientiert. Die RSS AG betreibt toxic.fm als Ausbildungsradio. Ein Team von Festangestellten leitet den Betrieb operativ, das Tagesprogramm wird von den Lehrgangsteilnehmenden (Teilnehmerinnen am Ausbildungsprogramm) gestaltet, redaktionell betreut und moderiert. toxic.fm ist Mitglied im Verband Schweizer Privatradios VSP.

## Sendegebiet
Über UKW ist toxic.fm in Grossraum St. Gallen empfangbar, über DAB+ in der Region St. Gallen / Ostschweiz, im Kabelnetz der Ostschweiz, im Digitalfernseh-Angebot von «Swisscom TV» sowie per Internet-Livestream weltweit. Mit dem angebotenen Videolehrgang produziert toxic.fm zudem Bewegtbildmaterial und Social-Media-Content für die Plattformen Youtube, Instagram und TikTok.